# 飯田長次郎
飯田 長次郎（いいだ ちょうじろう、生年不詳 - 正徳元年11月26日〈1712年1月4日〉）は、江戸時代中期の一揆指導者。

## 経歴・人物
安房郡国分村（現：千葉県館山市国分）の名主。正徳元年（1711年）北条藩領下で起こった万石騒動の指導者のひとり。のち一揆の頭取として秋山角左衛門、根本五左衛門と共に処刑された。